# Benjamin Zephaniah
Benjamin Obadiah Iqbal Zephaniah (Birmingham, 15 de abril de 1958 – 7 de dezembro de 2023) foi um escritor, poeta dub e rastafári britânico. Em 2008, o jornal The Times o incluiu na sua lista dos cinquenta melhores escritores britânicos desde 1945.

## Morte
Zephaniah morreu em 7 de dezembro de 2023, aos 65 anos, devido a um tumor cerebral.

## Livros

### Poesia
- Pen Rhythm (1980), Page One, ISBN 978-0907373001
- The Dread Affair: Collected Poems (1985), Arena, ISBN 978-0099392507
- City Psalms (1992), Bloodaxe Books, ISBN 978-1852242305
- Inna Liverpool (1992), AK Press, ISBN 978-1873176757
- Talking Turkeys (1994), Puffin Books, ISBN 978-0140363302
- Propa Propaganda (1996), Bloodaxe Books, ISBN 978-1852243722
- Funky Chickens (1997), Puffin, ISBN 978-0140379457
- School's Out: Poems Not for School (1997), AK Press, ISBN 978-1873176498
- Funky Turkeys (audiobook) (1999), Puffin, ASIN, B07VJJ8WCX[1]
- Wicked World! (2000), Puffin Random House, ISBN 978-0141306834
- Too Black, Too Strong (2001), Bloodaxe Books, ISBN 978-1852245542
- The Little Book of Vegan Poems (2001), AK Press, ISBN 978-1902593333
- Reggae Head (audiobook), 57 Productions, ISBN 978-1899021055

### Romances
- Face (1999), Bloomsbury (publicado em edições infantis e adultas)
- Refugee Boy (2001), Bloomsbury
- Gangsta Rap (2004), Bloomsbury
- Teacher's Dead (2007), Bloomsbury
- Terror Kid (2014), Bloomsbury[2]
- Windrush Child (2020), Scholastic, ISBN 978-0702302725

### Biografias
- We Sang Across the Sea: The Empire Windrush and Me (2022), uma biografia de Mona Baptiste escrita por Sofonias e ilustrada por Onyinye Iwu.[4]

### Livros infantis
- We Are Britain (2002), Frances Lincoln Publishers
- Primary Rhyming Dictionary (2004), Chambers Harrap
- J Is for Jamaica (2006), Frances Lincoln
- My Story (2011), Collins
- When I Grow Up (2011), Frances Lincoln

### Outros
- Kung Fu Trip (2011), Bloomsbury
- The Life And Rhymes of Benjamin Zephaniah (2018), Simon & Schuster[5]

### Peças
- Playing the Right Tune (1985)
- Job Rocking (1987). Pubicado Black Plays: 2, ed. Yvonne Brewster, Methuen Drama, 1989.
- Delirium (1987)
- Streetwise (1990)
- Mickey Tekka (1991)
- Listen to Your Parents (incluído em Theatre Centre: Plays for Young People – Celebrating 50 Years of Theatre Centre, 2003, Aurora Metro; também publicado por Longman, 2007)
- Face: The Play (com Richard Conlon)

## Acting roles
- Didn't You Kill My Brother? (1987) – Rufus
- Farendj (1989) – Moses
- Dread Poets' Society (1992) – Andy Wilson
- Truth or Dairy (1994) – The Vegan Society (UK)
- Crucial Tales (1996) – Richard's father
- Making the Connection (2010) – Environment Films / The Vegan Society (UK)
- Peaky Blinders (2013–2022) – Jeremiah Jesus

## Discografia

### Álbuns
- Rasta (1982), Upright (relançado em 1989), Workers Playtime (UK Indie #22)[6]
- Us An Dem (1990), Island
- Back to Roots (1995), Acid Jazz
- Belly of De Beast (1996), Ariwa
- Naked (2005), One Little Indian
- Naked & Mixed-Up (2006), One Little Indian (Benjamin Zephaniah Vs. Rodney-P)
- Revolutionary Minds (2017), Fane Productions

### Singles e EPs
- Dub Ranting EP (1982), Radical Wallpaper
- "Big Boys Don't Make Girls Cry" 12-inch single (1984), Upright
- "Free South Africa" (1986)
- "Crisis" 12-inch single (1992), Workers Playtime

### Aparições
- "Empire" (1995), Bomb the Bass com Zephaniah & Sinéad O'Connor
- Heading for the Door por Back to Base (2000), MPR Records
- Open Wide (2004), Dubioza kolektiv (C) & (P) Gramofon
- Rebel by Toddla T (2009), 1965 Records
- "Illegal" (2000), de "Himawari" por Swayzak
- "Theatricks" (2000), por Kinobe